# Объединённое стратегическое командование «Северный флот»
Объединённое стратегическое командование «Северный флот» — военно-административная единица Вооружённых сил Российской Федерации, предназначенная для комплексного обеспечения безопасности арктического региона России и единого управления военными силами и средствами в зоне от Мурманска до Анадыря.
В состав объединённого командования входят подводные и надводные силы, морская авиация, береговые войска и ПВО.
ОСК «Северный флот» создано 1 декабря 2014 года для защиты национальных интересов России в Арктике.
Командующий с 2019 года — адмирал Александр Моисеев.
С 1 января 2021 года считается «межвидовым стратегическим территориальным объединением Вооружённых сил России, выполняющим задачу военного округа», согласно Указу президента России № 803 «О Северном флоте».
26 февраля 2024 года указом Президента России ОСК «Северный флот» исключён из перечня военно-административных единиц Вооружённых сил Российской Федерации.

## История
Территориально расположено за Полярным кругом. Основой нового командования стал Северный флот, выведенный из состава Западного военного округа. Руководство ОСК «Северный флот» возложено на командующего Северным флотом адмирала Александра Моисеева.

В апреле 2014 года президент России поручил создать в Арктике единую систему базирования надводных кораблей и подлодок нового поколения, укрепить границу, а также образовать новый государственный орган для реализации политики России в этом регионе. В 2014—2015 годы Спецстрой России развернул создание военных городков и аэродромов в шести районах Арктики — на Земле Александры (архипелаг Земля Франца-Иосифа), в посёлке Рогачёво на Новой Земле, на острове Средний (Северная Земля), на мысе Отто Шмидта, острове Врангеля и острове Котельный (Новосибирские острова). В течение 2015 года планировалось создать специализированный центр для подготовки войск в условиях Арктики. В 2016 году была сформирована 45-я армия ВВС и ПВО. Всего в Арктике построено, восстановлено и модернизировано 13 аэродромов (в том числе Тикси, Нарьян-Мар, Алыкель (Норильск), Амдерма, Анадырь, Рогачёво, Нагурское), авиационный полигон и 10 технических позиций радиолокационных отделений и пунктов наведения авиации.
В конце октября 2014 года военными был заселён городок на острове Врангеля, через месяц — такой же блок на мысе Шмидта. С 1 мая 2015 года приступил к мониторингу арктической зоны сформированный в Чукотском автономном округе отряд БПЛА «Орлан-10». Расчёты БПЛА будут выполнять задачи по ведению объективного контроля за обстановкой в российской Арктике, в том числе за экологической и ледовой обстановкой в ближней морской зоне и на участке Северного морского пути.
В состав нового командования передаются не только части Северного флота, но и части и подразделения из состава Центрального и Восточного военных округов. Группировки войск на островных территориях России в Арктике, а также на мысе Шмидта были сведены в Объединённую тактическую группу, которая ещё в октябре 2014 года приступила к обеспечению военной безопасности России в Арктической зоне. Эти подразделения оснащены современным вооружением и военной техникой, в том числе береговыми ракетными комплексами «Рубеж» и зенитными ракетно-пушечными комплексами Панцирь-С1.
Сухопутный компонент командования составили две арктические мотострелковые бригады. Указ о формировании в поселке Алакуртти Мурманской области 80-й отдельной арктической мотострелковой бригады Объединённого стратегического командования президент Путин подписал 31 декабря 2014 года. В середине января 2015 года командующий Северным флотом адмирал Владимир Королёв вручил ей боевое знамя.
26 февраля 2024 года указом Президента России ОСК «Северный флот» исключён из перечня военно-административных единиц Вооружённых сил Российской Федерации, а регионы, на территории которых действовало ОСК, отнесены к территории воссозданного Ленинградского военного округа. Указ вступает в силу с 1 марта 2024 года, и следовательно, с этой даты ОСК «Северный флот» прекращает своё существование.

## Состав на 2022 год

### Северный флот
- 43-я ордена Ушакова дивизия ракетных кораблей[12], в/ч 20475 (г. Североморск)
- 14-я бригада противолодочных кораблей, в/ч 20546 (Мурманская обл., г. Североморск)
- 43-й отдельный дивизион кораблей охраны водного района (Северодвинск)
- 44-я группа судов обеспечения (Архангельская обл., г. Северодвинск)
- 432-й отряд судов обеспечения (Мурманская обл., г. Североморск)
- 41-й район гидрографической службы (Архангельская обл., г. Северодвинск)
- Кольская Краснознамённая флотилия разнородных сил, в/ч 36070 (Мурманская обл., г. Полярный)
  - 121-я бригада десантных кораблей, в/ч 36045 (Полярный)
  - 161-я бригада подводных лодок, в/ч 36021 (Полярный)
  - 7-я гвардейская бригада кораблей охраны водного района, в/ч 90829 (Полярный)
  - 86-й аварийно-спасательный отряд управления поисковых и аварийно-спасательных работ (Мурманская обл., г. Полярный)
  - Отряд судов обеспечения (Мурманск, район Росляково)
  - 8-я группа судов обеспечения (Мурманск, р-н Росляково)
  - 601-й отдельный дивизион гидрографических судов (Мурманская обл., г. Полярный)
  - 518-й дивизион разведывательных кораблей, в/ч 20524 (Мурманская обл., г. Полярный)
- Краснознамённые подводные силы Северного флота (Мурманская область, г. Гаджиево)
  - 7-я дивизия подводных лодок (Видяево)
  - 11-я дивизия подводных лодок (г. Заозёрск)
  - 31-я дивизия подводных лодок (г. Гаджиево)
  - 24-я дивизия подводных лодок (г. Гаджиево)
  - 29-я отдельная бригада подводных лодок особого назначения ГУГИ, в/ч 13090 (Мурманская обл, г. Гаджиево, пос. Оленья Губа)

### Береговые войска Северного флота
- 14-й армейский корпус
  - 80-я отдельная мотострелковая бригада (арктическая) (с. Алакуртти, Мурманская обл.)
  - 200-я отдельная гвардейская мотострелковая Печенгская Краснознамённая, ордена Кутузова бригада (п. Печенга, Мурманская обл.)
- 61-я отдельная Киркенесская Краснознамённая бригада морской пехоты Северного флота (п. Спутник, Мурманская обл.)
- 536-я отдельная береговая ракетно-артиллерийская бригада Северного флота (г. Снежногорск и пос. Оленья губа Мурманской обл.)
- 63-й отдельный морской инженерный полк Северного флота (пос. Щукозеро, Мурманская обл.)
- 186-й отдельный центр радиоэлектронной борьбы Северного флота (г. Североморск, Мурманская обл.)
- 420-й разведывательный центр специального назначения разведки Северного флота (г. Кола, Мурманская обл.)
- 160-й отряд специального назначения борьбы с подводными диверсионными силами и средствами Северного флота (г. Заозерск, Мурманская обл.)
- 140-й отряд специального назначения борьбы с подводными диверсионными силами и средствами Северного флота (п. Видяево, Мурманская обл.)
- 269-й отряд специального назначения борьбы с подводными диверсионными силами и средствами Северного флота (г. Гаджиево, Мурманская обл.)
- 152-й отряд специального назначения борьбы с подводными диверсионными силами и средствами Северного флота (г. Полярный, Мурманская обл.)[13][нет в источнике]
- 58-й отдельный батальон управления (г. Мурманск)
- 516-й узел связи Северного флота (г. Североморск, Мурманская обл.)
- 180-й отдельный морской инженерный батальон Северного флота (г. Североморск, Мурманская обл.)
- 3805-я комплексная база МТО, в/ч 96143
- Н-я тактическая группа (Архангельская область, архипелаг Новая Земля, п. Рогачево)
- Н-я тактическая группа (архипелаг Земля Франца-Иосифа, остров Земля Александры)
- Н-я тактическая группа (архипелаг Северная Земля, остров Средний)
- 99-я тактическая группа СФ, в/ч 74777 (о. Котельный, архипелаг Новосибирских островов, Якутия)
- 701-й центр (материально-технического обеспечения, Северного флота)

### 45-я армия ВВС и ПВО Северного флота
- Штаб, в/ч 06351 (пгт. Сафоново, г. Североморск, Мурманская обл.);[источник не указан 1907 дней]
- 1-я дивизия ПВО, в/ч 03123 (г. Североморск);
- 3-я дивизия ПВО (арх. Новая Земля, п. Тикси, п. Диксон);
- 98-й отдельный гвардейский смешанный авиационный Висленский Краснознамённый, ордена Кутузова полк, в/ч 75385 (аэр. Мончегорск): Су-24М, Су-24МР[14]
- 100-й отдельный корабельный истребительный авиационный полк, в/ч 61287 (аэр. Североморск-3): МиГ-29К, МиГ-29КУБ.
- 279-й отдельный корабельный истребительный авиационный Смоленский Краснознамённый полк имени дважды Героя Советского Союза Б. Ф. Сафонова, в/ч 98613 (аэр. Североморск-3): Су-33, Су-30СМ, Су-25УТГ
- 403-й отдельный гвардейский смешанный Киевский Краснознамённый, ордена Суворова авиационный полк, в/ч 49324 (аэр. Североморск-1): Ил-38, Ил-20РТ, Ил-22М, Ан-12, Ан-26, Ту-134[15]
- 3130 авиационно-техническая база, в/ч 26808 (аэр. Североморск-3)
- 830-й отдельный корабельный противолодочный вертолётный полк, в/ч 87268 (аэродром Североморск-1): Ка-27, Ка-29, Ка-31[15]
- 2-я гвардейская авиационная группа, в/ч 49324-2 (аэродром Кипелово);
- 3-я гвардейская авиационная группа, в/ч 49324-3 (аэродром Остафьево).
- 73-я противолодочный авиационный эскадрилья дальнего действия, в/ч 39163 (аэродром Кипелово): Ту-142МР, Ту-142МК[16]
- Н-й полк БПЛА (аэродром Североморск-1)
- 89-е отдельное авиационное звено (аэропорт Талаги): 2 ед. Ан-26, 2 ед. Ми-8МТВ-5
- авиационная комендатура (г. Мирный, аэродром Плесецк)
- авиационная комендатура (архипелаг Новая Земля, аэродром Амдерма-2).
- авиационная комендатура (архипелаг Земля Франца-Иосифа, остров Земля Александры, аэродром Нагурское).
- авиационная комендатура (архипелаг Северная Земля, аэродром Средний).
- авиационная комендатура (архипелаг Новосибирских островов, остров Котельный, аэродром Темп).